# Sauropus
Sauropus är ett släkte av emblikaväxter. Sauropus ingår i familjen emblikaväxter.

## Bildgalleri

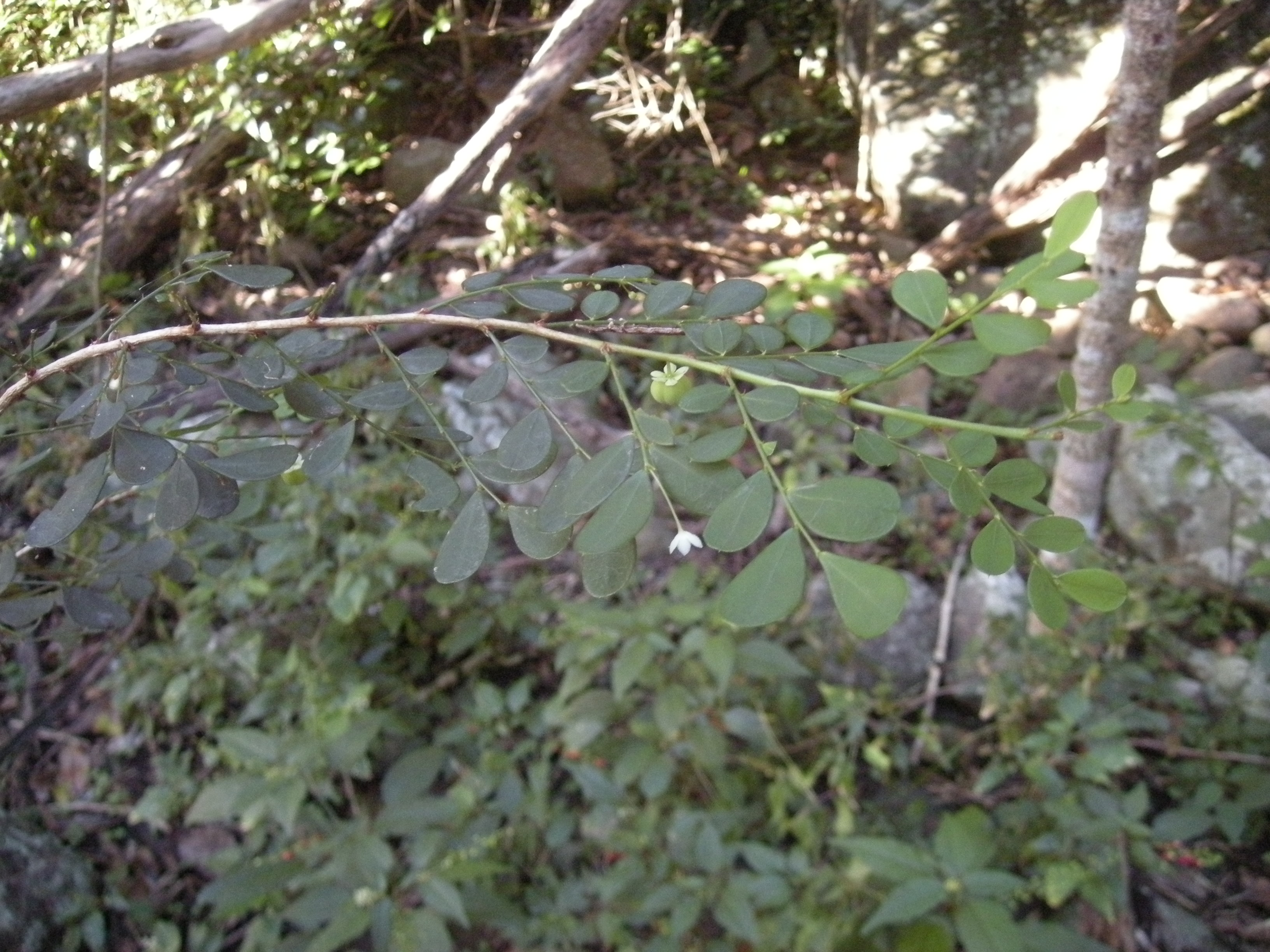
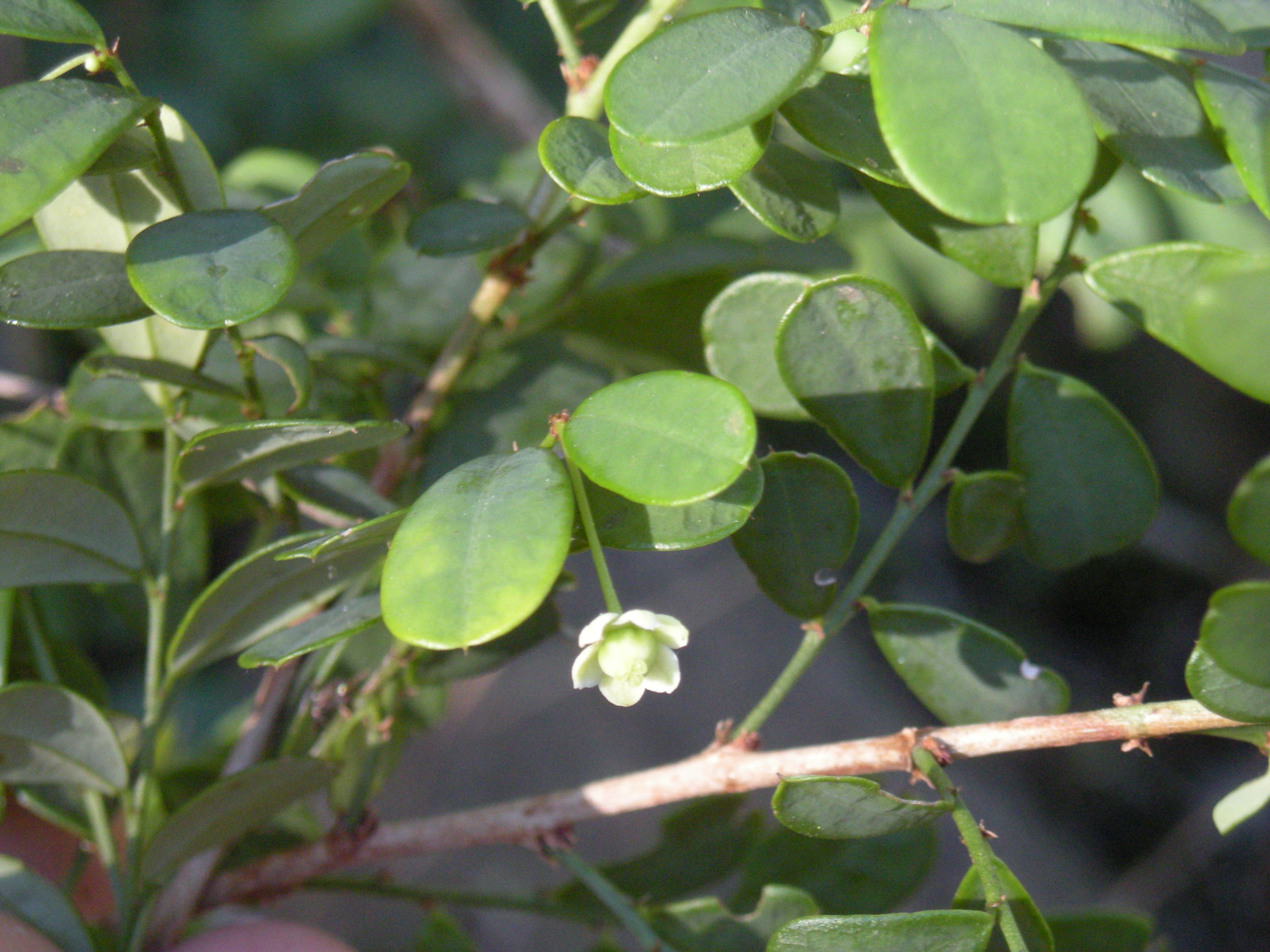
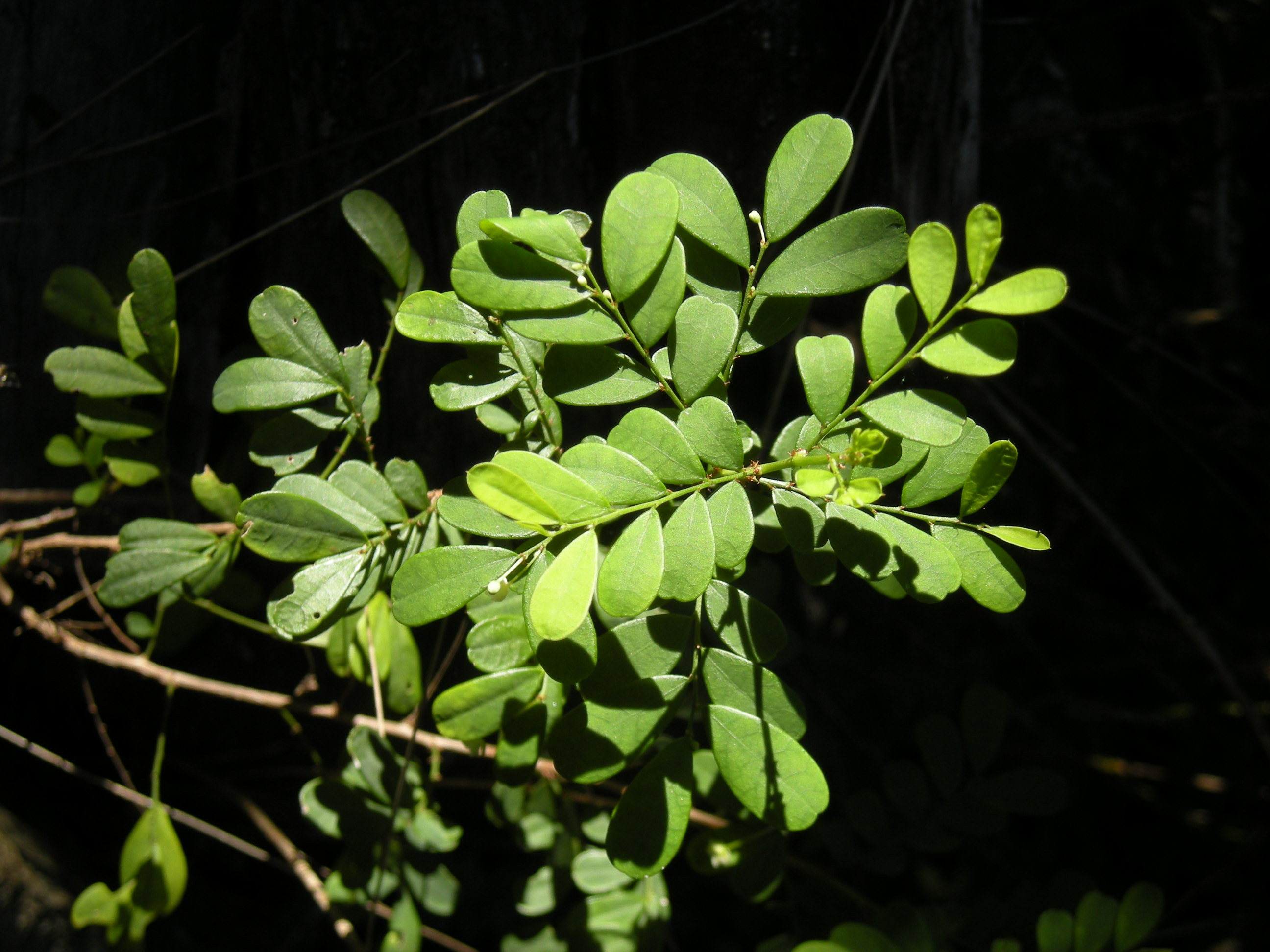
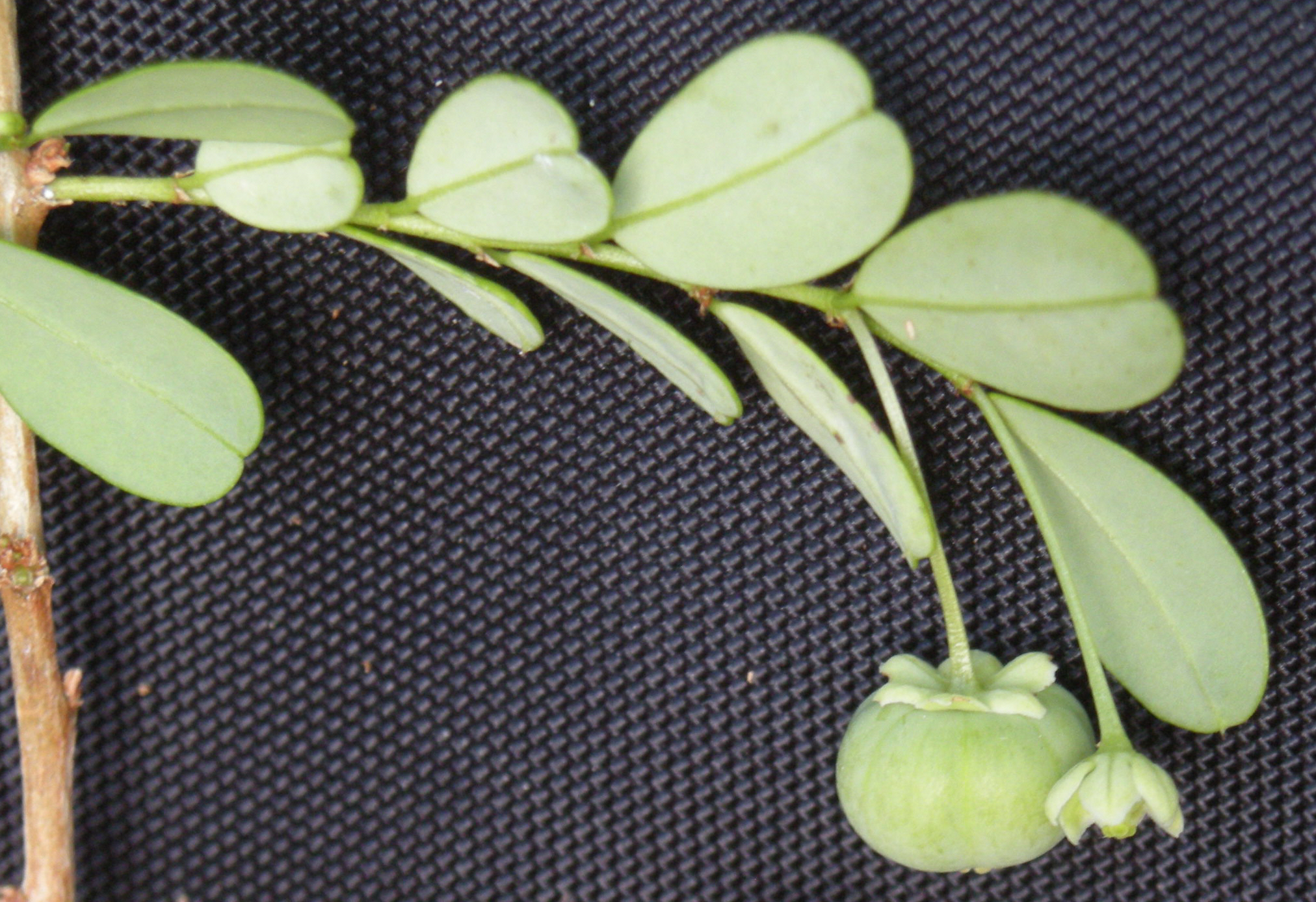
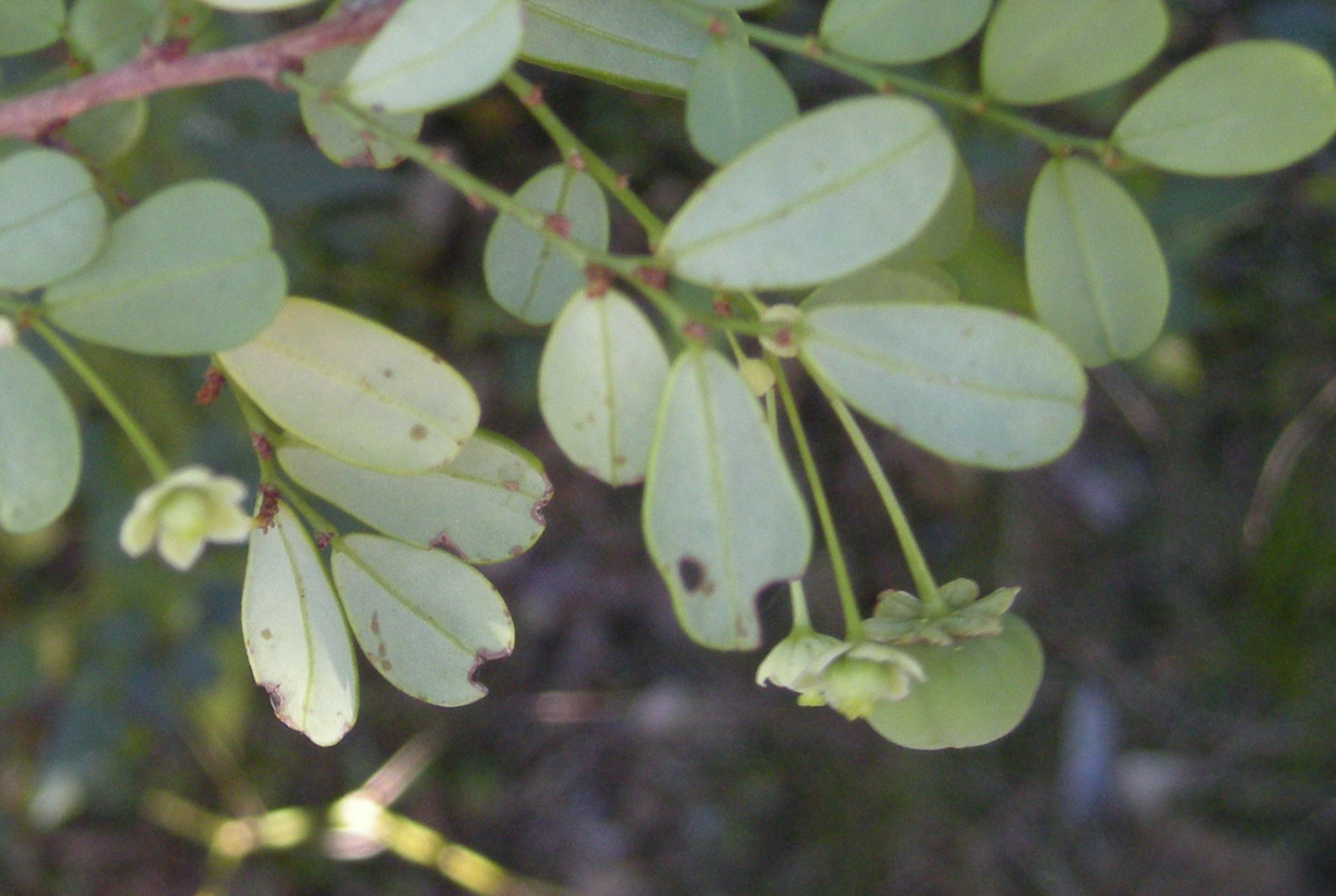
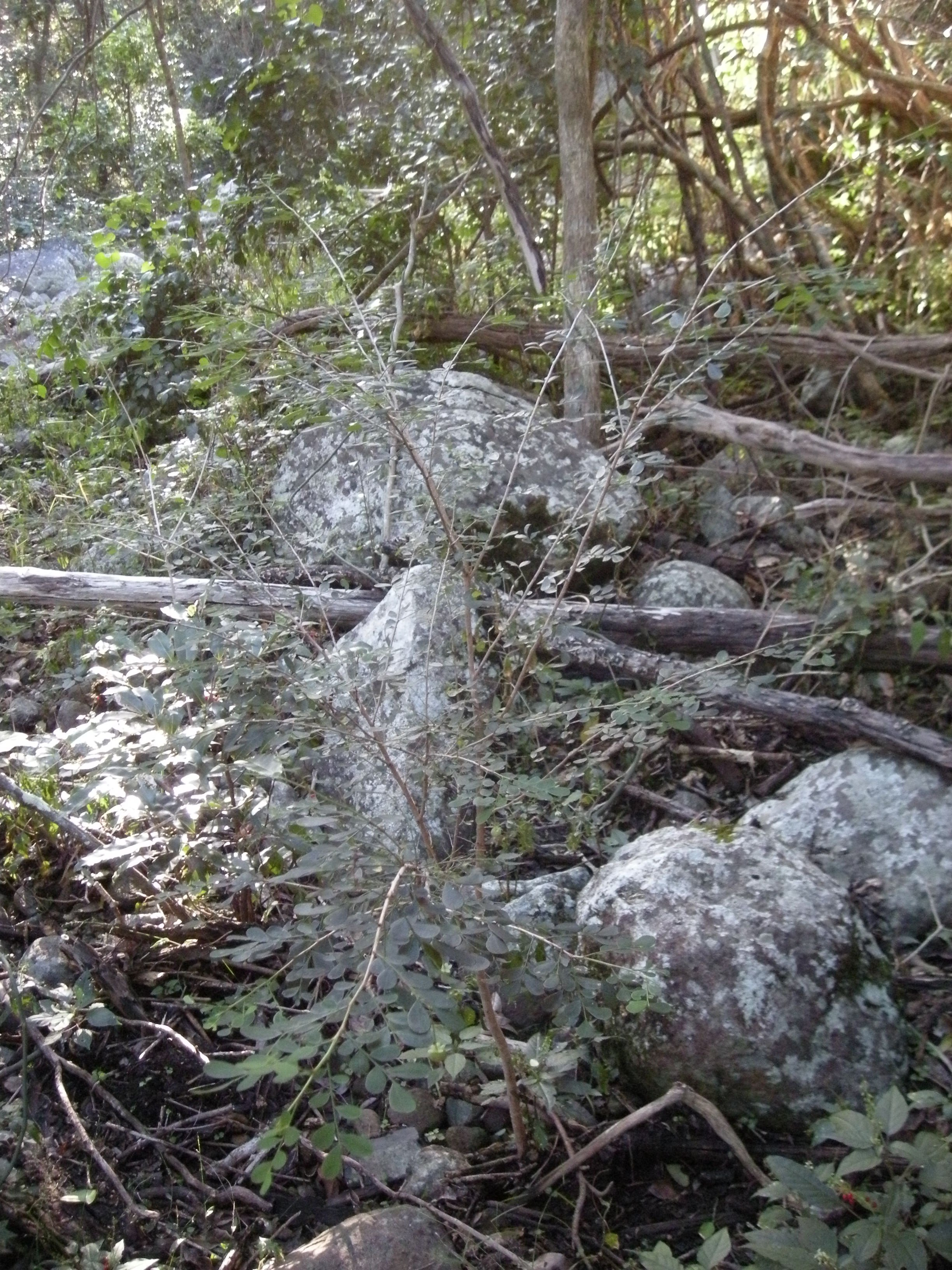

## Dottertaxa tillSauropus, i alfabetisk ordning[1]
- Sauropus albiflorus
- Sauropus amabilis
- Sauropus amoebiflorus
- Sauropus androgynus
- Sauropus anemoniflorus
- Sauropus aphyllus
- Sauropus arenosus
- Sauropus assimilis
- Sauropus asteranthos
- Sauropus asymmetricus
- Sauropus bacciformis
- Sauropus bicolor
- Sauropus bishnupadae
- Sauropus bonii
- Sauropus brevipes
- Sauropus brunonis
- Sauropus calcareus
- Sauropus compressus
- Sauropus convallarioides
- Sauropus crassifolius
- Sauropus decrescentifolia
- Sauropus delavayi
- Sauropus discocalyx
- Sauropus ditassoides
- Sauropus dunlopii
- Sauropus elachophyllus
- Sauropus filicinus
- Sauropus garrettii
- Sauropus glaucus
- Sauropus gour-maitii
- Sauropus gracilis
- Sauropus granulosus
- Sauropus harmandii
- Sauropus heteroblastus
- Sauropus hirsutus
- Sauropus hirtellus
- Sauropus huntii
- Sauropus kerrii
- Sauropus kitanovii
- Sauropus macranthus
- Sauropus maichauensis
- Sauropus micrasterias
- Sauropus ochrophyllus
- Sauropus orbicularis
- Sauropus paucifolius
- Sauropus pierrei
- Sauropus podenzanae
- Sauropus poilanei
- Sauropus po-khantii
- Sauropus poomae
- Sauropus pulchellus
- Sauropus quadrangularis
- Sauropus racemosus
- Sauropus ramosissimus
- Sauropus repandus
- Sauropus reticulatus
- Sauropus rhamnoides
- Sauropus rigens
- Sauropus rigidulus
- Sauropus rimophilus
- Sauropus rostratus
- Sauropus saksenanus
- Sauropus salignus
- Sauropus shawii
- Sauropus similis
- Sauropus spatulifolius
- Sauropus sphenophyllus
- Sauropus stenocladus
- Sauropus stipitatus
- Sauropus suberosus
- Sauropus subterblancus
- Sauropus thesioides
- Sauropus thoii
- Sauropus thorelii
- Sauropus thyrsiflorus
- Sauropus tiepii
- Sauropus torridus
- Sauropus trachyspermus
- Sauropus trinervis
- Sauropus tsiangii
- Sauropus villosus
- Sauropus yanhuianus